# Felix Herngren
Felix Tobias Herngren (Estocolm, 4 de febrer de 1967) és un actor, guionista, comediant i director de cinema suec.

## Biografia
Félix Herngren és el germà petit del director Måns Herngren. Des del 1990 va treballar com a director en publicitat. Al mateix temps, fou actiu com a actor en formats de comèdia, després també com a escriptor i director.
El 2010 va ser un dels escriptors, directors i actors de la sèrie Solsidan.
Va ser nominat per a diversos premis de públic i va ser guardonat amb Guldbagge especialment per la seva adaptació cinematogràfica de la novel·la L'avi de 100 anys que es va escapar per la finestra.
El 2017 va crear la sèrie Bonusfamiljen amb la seva dona i la seva germana.

## Filmografia (selecció
- 1990: S*M*A*S*H
- 1997: Adam & Eva
- 1999: Vuxna människor
- 2000: Naken
- 2004: Terkel in Trouble
- 2006: Varannan vecka
- 2007: Hjälp!
- 2010: Solsidan
- 2013: L'avi de 100 anys que es va escapar per la finestra
- 2016: Hundraettåringen som smet från notan och försvann